# Джордж Бінг
Джордж Бінг, 1-й віконт Торрінґтон, KB PC (англ. George Byng, 1st Viscount Torrington, KB PC; 27 січня 1663 — 17 січня 1733) — британський адмірал і державний діяч Великої Британії кінця XVII — початку XVIII століття. Адмірал флоту (1718). Перший морський лорд  (1710—1712; 1714—1717; 1718—1721). Учасник Славної революції, війн Аугсбурзької ліги, за іспанську спадщину і четверного альянсу.

## Життєпис
Джордж Бінг народився 1668 року в селі Рутхем в графстві Кент, вже в 10-річному віці він вступив на службу в Королівський військово-морський флот Великої Британії писарем короля. Потім на деякий час покинув флот і служив в армійському гарнізоні Танжера. Повернувся до флот у званні лейтенанта. У 1688 році значно сприяв переходу Королівського флоту на сторону короля Вільгельма III Оранського під час Славної революції, цей факт згодом позитивно вплинув на кар'єру Бінга.
У 1702 році Бінг став капітаном військового корабля Нассау і взяв участь у захопленні і спаленні французького флоту в затоці Віго під командування Джорджа Рука. Наступного року Джордж Бінг отримав звання контр-адмірала. У 1704 році здійснював плавання в Середземному морі, під командуванням сера Клудеслі Шовелла брав участь у захопленні Гібралтару. Отримав лицарство за участь в Битві біля Малаги.

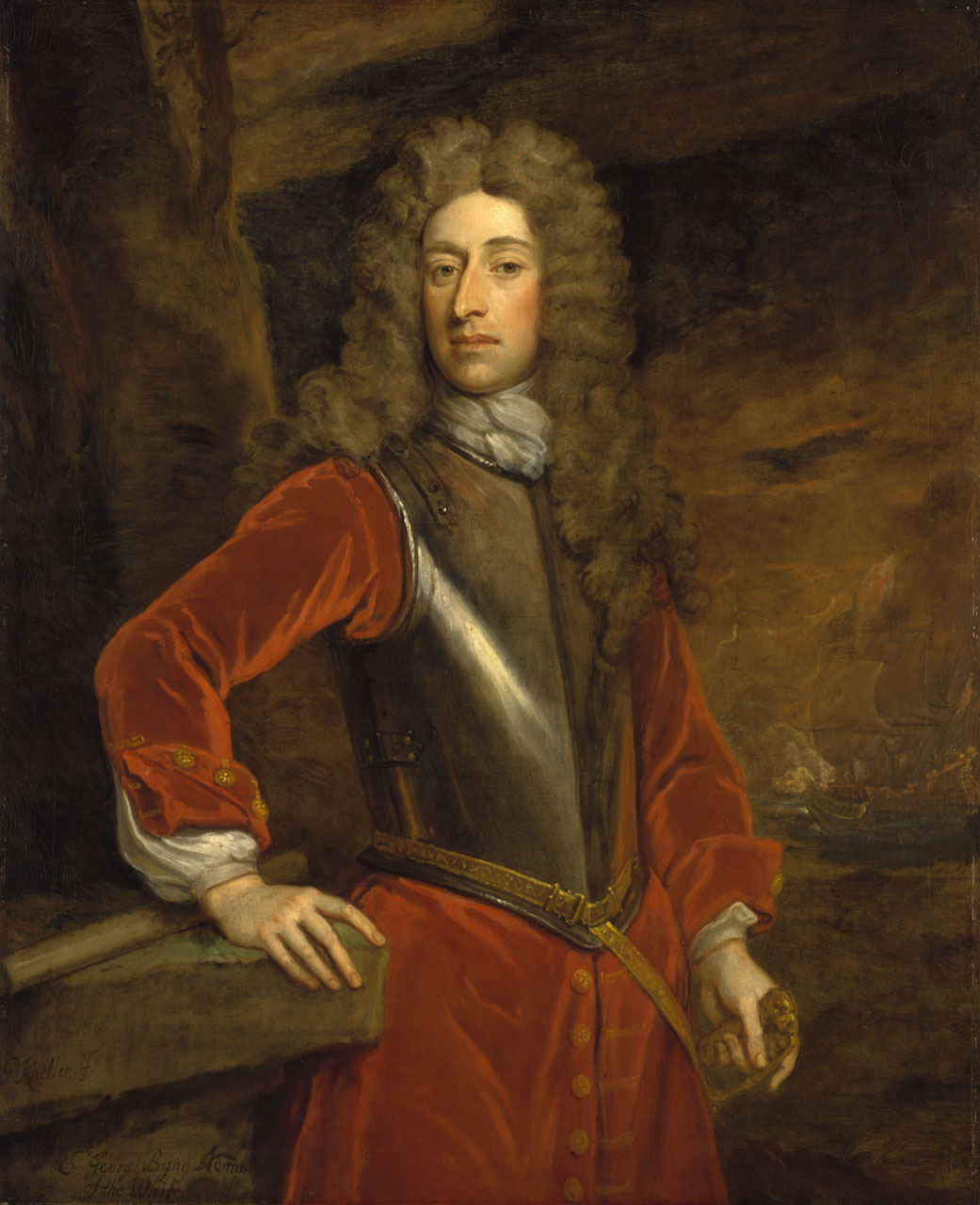
Джордж Бінг
Портрет пензля Готфріда Неллера

У 1708 році Джордж Бінг отримав звання адмірала, в цьому ж році Бінг запобіг спробі висадки в Шотландії військ якобітів і французів на чолі з претендентом на англійський престол Яковом III.
У 1718 році Бінг здобув перемогу над іспанською ескадрою в Битві біля мису Пассаро, запобігши тим самим спробу захоплення іспанцями Сицилії. Після цієї перемоги вів переговори з різними представниками італійських держав від імені британської корони. У 1719 році допоміг німцям зайняти Мессіну і знищив іспанські кораблі, що залишились. Все це, в кінцевому підсумку схилило іспанського короля до миру.
Після повернення до Англії, король Георг I зробив Джорджа Бінга членом Таємної ради Великої Британії, а також подарував йому два титули — барона Бінг Саутхілл в Бедфорді і віконта Торрінгтон в Девоні.
У 1725 році Бінг був нагороджений орденом Лазні. У 1727 році, після вступу на трон короля Георга II Бінг був призначений Першим Лордом Адміралтейства.
У Джорджа Бінга було 15 дітей, багато з яких також обрали військову кар'єру. Його четвертим сином був майбутній адмірал Джон Бінг, розстріляний через те, що в битві при Менорці «не зробив усього, що від нього залежало» .
Джордж Бінг помер 17 січня 1733 року в британській столиці.
Нащадки Бінга досі зберігають за собою титул віконта Торрінгтон.